# Elina Tzengko
Elina Tzengko (en griego: Ελίνα Τζένγκο, 2 de septiembre de 2002) es una deportista griega que compite en atletismo. Ganó una medalla de oro en el Campeonato Europeo de Atletismo de 2022, en la prueba de lanzamiento de jabalina.

## Palmarés internacional
| Campeonato Europeo | Campeonato Europeo | Campeonato Europeo | Campeonato Europeo |
| Año                | Lugar              | Medalla            | Prueba             |
| ------------------ | ------------------ | ------------------ | ------------------ |
| 2022               | Múnich (Alemania)  | Medalla de oro     | Jabalina           |